# Leichhardtia
Leichhardtia is een geslacht uit de maagdenpalmfamilie (Apocynaceae). De soorten komen voor in Australië, Nieuw-Guinea, Nieuw-Caledonië en Fiji.

## Soorten
- Leichhardtia ambuntiensis (P.I.Forst.) P.I.Forst.
- Leichhardtia arachnoidea (Schltr.) P.I.Forst.
- Leichhardtia araujacea (F.Muell.) P.I.Forst.
- Leichhardtia archboldiana (P.I.Forst.) P.I.Forst.
- Leichhardtia arfakensis (P.I.Forst.) P.I.Forst.
- Leichhardtia argillicola (P.I.Forst.) P.I.Forst.
- Leichhardtia assimulata (S.Moore) Liede, Gâteblé & Meve
- Leichhardtia australis R.Br.
- Leichhardtia belensis (P.I.Forst.) P.I.Forst.
- Leichhardtia bilobata (P.I.Forst.) P.I.Forst.
- Leichhardtia bliriensis (P.I.Forst.) P.I.Forst.
- Leichhardtia brassii (P.I.Forst.) P.I.Forst.
- Leichhardtia brevifolia (Benth.) P.I.Forst.
- Leichhardtia brevis (P.I.Forst.) P.I.Forst.
- Leichhardtia brunnea (P.I.Forst.) P.I.Forst.
- Leichhardtia carrii (P.I.Forst.) P.I.Forst.
- Leichhardtia connivens (P.I.Forst.) P.I.Forst.
- Leichhardtia coronata (Benth.) P.I.Forst.
- Leichhardtia cremea (P.I.Forst.) P.I.Forst.
- Leichhardtia cymulosa (Benth.) P.I.Forst.
- Leichhardtia destituta (P.I.Forst.) P.I.Forst.
- Leichhardtia dischidioides (P.I.Forst.) P.I.Forst.
- Leichhardtia divisicola (P.I.Forst.) P.I.Forst.
- Leichhardtia dognyensis (Guillaumin) Liede, Gâteblé & Meve
- Leichhardtia egregia (P.I.Forst.) P.I.Forst.
- Leichhardtia ericoides (Schltr.) Bullock
- Leichhardtia flavescens (A.Cunn.) P.I.Forst.
- Leichhardtia flavida (P.I.Forst.) P.I.Forst.
- Leichhardtia fraseri (Benth.) P.I.Forst.
- Leichhardtia glabrata (Schltr.) P.I.Forst.
- Leichhardtia glandulifera (C.T.White) P.I.Forst.
- Leichhardtia globosa (P.I.Forst.) P.I.Forst.
- Leichhardtia gonoloboides (Schltr.) P.I.Forst.
- Leichhardtia goromotoorum (Gâteblé, Fleurot, Meve & Liede) Gâteblé, Fleurot, Meve & Liede
- Leichhardtia grandis (P.I.Forst.) P.I.Forst.
- Leichhardtia guillauminiana (P.T.Li) Gâteblé, Meve & Liede
- Leichhardtia jensenii (P.I.Forst.) P.I.Forst.
- Leichhardtia kaalaensis (Meve, Gâteblé & Liede) Liede, Gâteblé & Meve
- Leichhardtia kebarensis (P.I.Forst.) P.I.Forst.
- Leichhardtia kempteriana (Schltr.) P.I.Forst.
- Leichhardtia koniamboensis (Guillaumin) Liede, Gâteblé & Meve
- Leichhardtia kuniensis (Meve, Gâteblé & Liede) Liede, Gâteblé & Meve
- Leichhardtia lacicola (P.I.Forst.) P.I.Forst.
- Leichhardtia liisae (J.B.Williams) P.I.Forst.
- Leichhardtia lloydii (P.I.Forst.) P.I.Forst.
- Leichhardtia longiloba (Benth.) P.I.Forst.
- Leichhardtia lorea (S.Moore) P.I.Forst.
- Leichhardtia lyonsioides (Schltr.) Liede, Gâteblé & Meve
- Leichhardtia mackeeorum (Meve, Gâteblé & Liede) Liede, Gâteblé & Meve
- Leichhardtia micradenia (Benth.) P.I.Forst.
- Leichhardtia microlepis (Benth.) P.I.Forst.
- Leichhardtia millariae (P.I.Forst.) P.I.Forst.
- Leichhardtia mira (P.I.Forst.) P.I.Forst.
- Leichhardtia neocaledonica (Meve, Gâteblé & Liede) Liede, Gâteblé & Meve
- Leichhardtia neomicrostoma (Meve, Gâteblé & Liede) Liede, Gâteblé & Meve
- Leichhardtia nigriflora (Guillaumin) Liede, Gâteblé & Meve
- Leichhardtia oubatchensis (Schltr.) Liede, Gâteblé & Meve
- Leichhardtia paludicola (P.I.Forst.) P.I.Forst.
- Leichhardtia papillosa (P.I.Forst.) P.I.Forst.
- Leichhardtia papuana (P.Royen) P.I.Forst.
- Leichhardtia parva (P.I.Forst.) P.I.Forst.
- Leichhardtia paulforsteri (Meve, Gâteblé & Liede) Liede, Gâteblé & Meve
- Leichhardtia poioensis (P.I.Forst.) P.I.Forst.
- Leichhardtia praestans (Schltr.) P.I.Forst.
- Leichhardtia primulina (P.I.Forst.) P.I.Forst.
- Leichhardtia pumila (P.I.Forst.) P.I.Forst.
- Leichhardtia quadrata (P.I.Forst.) P.I.Forst.
- Leichhardtia racemosa (F.Muell. ex Benth.) P.I.Forst.
- Leichhardtia rara (P.I.Forst.) P.I.Forst.
- Leichhardtia rostrata (R.Br.) P.I.Forst.
- Leichhardtia spathulata (P.I.Forst.) P.I.Forst.
- Leichhardtia speciosa (Baill.) Liede, Gâteblé & Meve
- Leichhardtia suaveolens (R.Br.) P.I.Forst.
- Leichhardtia subglobosa (P.I.Forst.) P.I.Forst.
- Leichhardtia torsiva (P.I.Forst.) P.I.Forst.
- Leichhardtia trilobata (P.I.Forst.) P.I.Forst.
- Leichhardtia tubulosa (F.Muell.) P.I.Forst.
- Leichhardtia tumida (P.I.Forst.) P.I.Forst.
- Leichhardtia tylophoroides (Schltr.) Liede, Gâteblé & Meve
- Leichhardtia variabilis (P.I.Forst.) P.I.Forst.
- Leichhardtia variifolia (Guillaumin) Liede, Gâteblé & Meve
- Leichhardtia velutina (R.Br.) P.I.Forst.
- Leichhardtia venusta (P.I.Forst.) P.I.Forst.
- Leichhardtia viridiflora (R.Br.) P.I.Forst.
- Leichhardtia volcanica (P.I.Forst.) P.I.Forst.
- Leichhardtia weari Gâteblé, Meve & Liede
- Leichhardtia weberlingiana (Liede) Liede, Gâteblé & Meve

Aganonerion · 
Acokanthera · 
Adenium · 
Aganosma · 
Allamanda · 
Alstonia · 
Alyxia · 
Amalocalyx · 
Anodendron · 
Apocynum .
Asclepias · 
Baharuia · 
Baissea · 
Beaumontia ·
Caralluma · 
Carissa · 
Catharanthus · 
Cerbera · 
Ceropegia (lantaarnplanten) · 
Chonemorpha · 
Cleghornia · 
Cynanchum · 
Dewevrella ·
Dischidia ·
Ditassa  ·
Echites · 
Elytropus · 
Epigynum · 
Eucorymbia · 
Forsteronia · 
Hoodia · 
Hoya · 
Hylaea · 
Huernia · 
Ichnocarpus · 
Ixodonerium · 
Kopsia · 
Landolphia · 
Lhotzkyella · 
Macroditassa · 
Mandevilla · 
Manothrix · 
Margaretta · 
Marsdenia · 
Matelea · 
Melinia ·
Melodinus  · 
Merrillanthus · 
Metaplexis · 
Metastelma · 
Microdactylon · 
Microloma · 
Miraglossum · 
Mitostigma · 
Morrenia · 
Motandra · 
Nautonia · 
Neoschumannia · 
Nephradenia · 
Notechidnopsis · 
Odontadenia · 
Odontanthera · 
Oncinema · 
Oncostemma · 
Ophionella · 
Orbea · 
Orbeanthus · 
Orbeopsis · 
Orthanthera · 
Orthosia · 
Oxypetalum · 
Oxystelma · 
Pachycarpus · 
Pachycymbium · 
Pachypodium · 
Papuechites · 
Parameria · 
Parapodium · 
Parepigynum · 
Parsonsia · 
Pectinaria · 
Pentacyphus · 
Pentarrhinum · 
Pentasachme · 
Pentastelma · 
Pentatropis · 
Peplonia · 
Pergularia · 
Periglossum · 
Petopentia · 
Pherotrichis · 
Philibertia · 
Piaranthus · 
Pleurostelma · 
Plumeria · 
Pseudolithos · 
Quaqua · 
Quisumbingia · 
Raphistemma · 
Raphionacme · 
Rauvolfia · 
Rhyncharrhena · 
Rhyssolobium · 
Rhyssostelma · 
Rhytidocaulon · 
Riocreuxia · 
Rojasia · 
Sarcolobus ·
Sarcostemma · 
Schistogyne · 
Schistonema · 
Schubertia · 
Secamone · 
Secamonopsis · 
Seutera · 
Sindechites · 
Sisyranthus · 
Solenostemma · 
Sphaerocodon · 
Stapelia · 
Stapelianthus · 
Stapeliopsis · 
Stathmostelma · 
Stenomeria · 
Stenostelma · 
Stigmatorhynchus · 
Schizozygia · 
Tacazzea · 
Tectiphiala · 
Trachelospermum · 
Urceola · 
Vallariopsis · 
Vinca (maagdenpalm) · 
Vincetoxicum (engbloem)